# Aymestrey
Aymestrey – wieś w Anglii, w hrabstwie Herefordshire. Leży 27 km na północ od miasta Hereford i 205 km na północny zachód od Londynu.